# Projektträger Energie, Technologie, Nachhaltigkeit
Der Projektträger Energie, Technologie, Nachhaltigkeit (ETN) war von 1991 bis 2020 einer von zwei Projektträgern in der Forschungszentrum Jülich GmbH. Seit dem 1. Juni 2020  ist der ETN in den Projektträger Jülich integriert und bildet einen von zwei PtJ-Geschäftsbereichen im neu geschaffenen Geschäftsfeld „Forschung und Gesellschaft NRW“.

## Geschichte
Zunächst ausschließlich mit der Förderung der erneuerbaren Energien befasst, behandelte der ETN zuletzt mit rund 80 Mitarbeitern ein breites Spektrum von Förderthemen in NRW.
Gemeinsam mit dem Projektträger Jülich wurde die LeitmarktAgentur.NRW aufgebaut, die vom Land NRW in einem transparenten Auswahlverfahren als eine von neun Zwischengeschalteten Stellen für das aktuelle OP EFRE NRW eingesetzt wurde. Hinter der Abkürzung verbirgt sich das „Operationelle Programm Nordrhein-Westfalens für die Förderung von Investitionen in Wachstum und Beschäftigung aus dem Europäischen Fonds für regionale Entwicklung“ für 2014 bis 2020. An der Feier zum 25-jährigen Bestehen im September 2016 nahmen die damaligen Minister des Landes Nordrhein-Westfalen Barbara Steffens (Gesundheit, Emanzipation, Pflege und Alter) und Johannes Remmel (Klimaschutz, Umwelt, Landwirtschaft, Natur- und Verbraucherschutz) teil.

## Aufgaben
Neben Energieforschung betreute der ETN Vorhaben zum Klimaschutz, zur neuen Mobilität, Elektromobilität, zur Gesundheitswirtschaft, aber auch Projekte der Regionalförderung.
Gleichstellungsaspekte und Digitalisierungsprozesse waren bei ETN als Querschnittsthemen fest verankert.
Für Förderinteressierte bot der ETN kostenlose Beratungsleistungen in Förderfragen an. So begutachtete ETN Skizzen, bearbeitete und bewilligte Anträge auf Forschungsförderung, begleitete Projekte von der Antragstellung bis zu ihrem Abschluss und zahlte Fördermittel aus.
Im Jahr 2018 betreute der ETN 766 Projekte mit einem Fördervolumen von insgesamt 274,2 Mio. Euro.
Im Rahmen des OP EFRE NRW realisierte die LeitmarktAgentur.NRW Förderwettbewerbe in acht Leitmärkten sowie im Klimaschutzbereich. Die in diesen Wettbewerben ausgewählten Forschungs- und Entwicklungsprojekte werden gemeinsam von der Europäischen Union und NRW gefördert und während der Laufzeit (2021–2029) mit dem neuen Namen Innovationsföderagentur NRW bewilligt sowie betreut.